# Bravo ScreenFun
GameFun je mesečni magazin koji se bavi gejming industrijom i zabavom na računarima i konzolama. Magazin izdaje izdavačka kuća Color Press Group, sadrži 68 strana i štampa se u tiražu od 30.000 primeraka mesečno. Časopis ScreenFun izlazi svakog 15. u mesecu.
Čitaocima nudi vesti iz sveta gejminga zajedno sa recenzijama video-igara za sve popularne igračke platforme. Sadržaj ScreenFuna sadrži i pregled aktuelnog hardvera za PC i konzole.
Prvi broj Bravo ScreenFuna izašao je aprila 2005. godine a glavni i odgovorni urednik je Igor Conić do 2016. godine, nakon što je to mesto zauzeo Vladimir Gošić i dao novo ime časopisu. Stalne rubrike u časopisu su: Preview (najave novih igara), Test (recenzije igara), Software, Hardware, Fun, News, Pisma, Trix, Game Over i retro (sa GameFunShotom, delom megapostera i nagradnim igrama). 
Bravo ScreenFun je postao ScreenFun od juna 2009. godine zbog gašenja originalnog nemačkog izdanja kojeg je izdavao Heinrich Bauer Zeitschriften Verlag KG. Ovo je jedan od retkih primera u novinarstvu da se originalni časopis ugasi a njegovo licencno izdanje nastavi da izlazi.

### Spoljašnje veze
- ScreenFun